# Suffrage universel
Le suffrage universel consiste en la reconnaissance du droit de vote à l'ensemble des citoyens. Il est défini par opposition au suffrage restreint qui réserve le droit de vote à certains citoyens, en particulier au suffrage censitaire ou au suffrage capacitaire. Il est l'expression de la souveraineté populaire et de la volonté générale dans un régime démocratique. Dans sa version moderne, il est individualisé, c'est-à-dire qu'il s'effectue selon le principe « une personne, une voix », contrairement au vote plural ou au vote familial.
L'expression « suffrage universel » est attestée au XVIIIe siècle : sa plus ancienne occurrence connue se trouve chez Denis Diderot dans une de ses Lettres à Sophie Volland, datée de 1765, avec le sens de « vote à l'unanimité », ; François Guizot est le premier à l'employer dans le sens de « droit de vote attribué à tous les électeurs (masculins) » dans la 13e leçon de son cours d'histoire moderne, en 1828,.

## Histoire
Le droit de vote permet aux citoyens d'un État d'exprimer leur volonté, à l'occasion d'un scrutin, afin d'élire leurs représentants et leurs gouvernants, de répondre à la question posée par un plébiscite ou un référendum, ou encore de voter directement leurs lois. Pour les démocraties modernes il s'agit du principal droit civique, considéré comme fondamental.

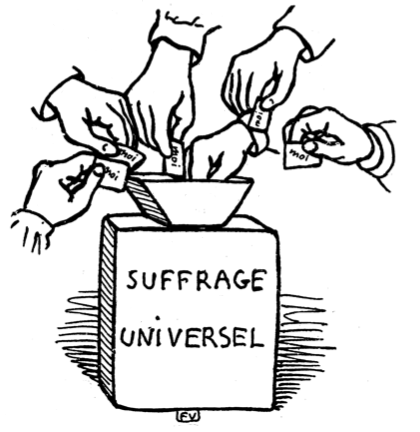
Illustration de 1902

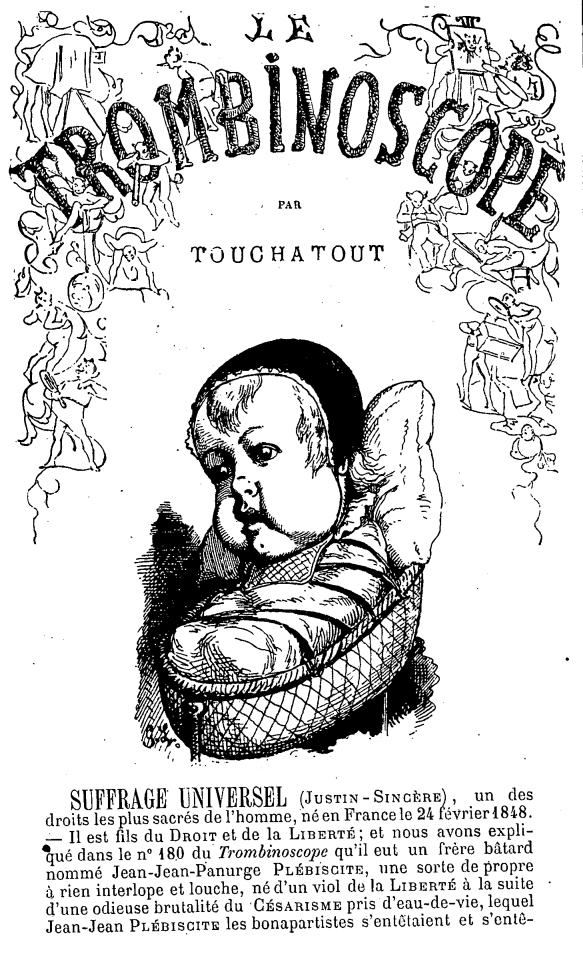
SUFFRAGE UNIVERSEL (Justin-Sincère), un des droits les plus sacrés de l'homme, né en France le 24 février 1848. Il est le fils du DROIT et de la LIBERTÉ ; et [...] il eut un frère bâtard nommé Jean-Jean-Panurge PLÉBISCITE, une sorte de propre à rien interlope et louche, né d'un viol de la LIBERTÉ à la suite d'une odieuse brutalité du CÉSARISME pris d'eau-de-vie [...]

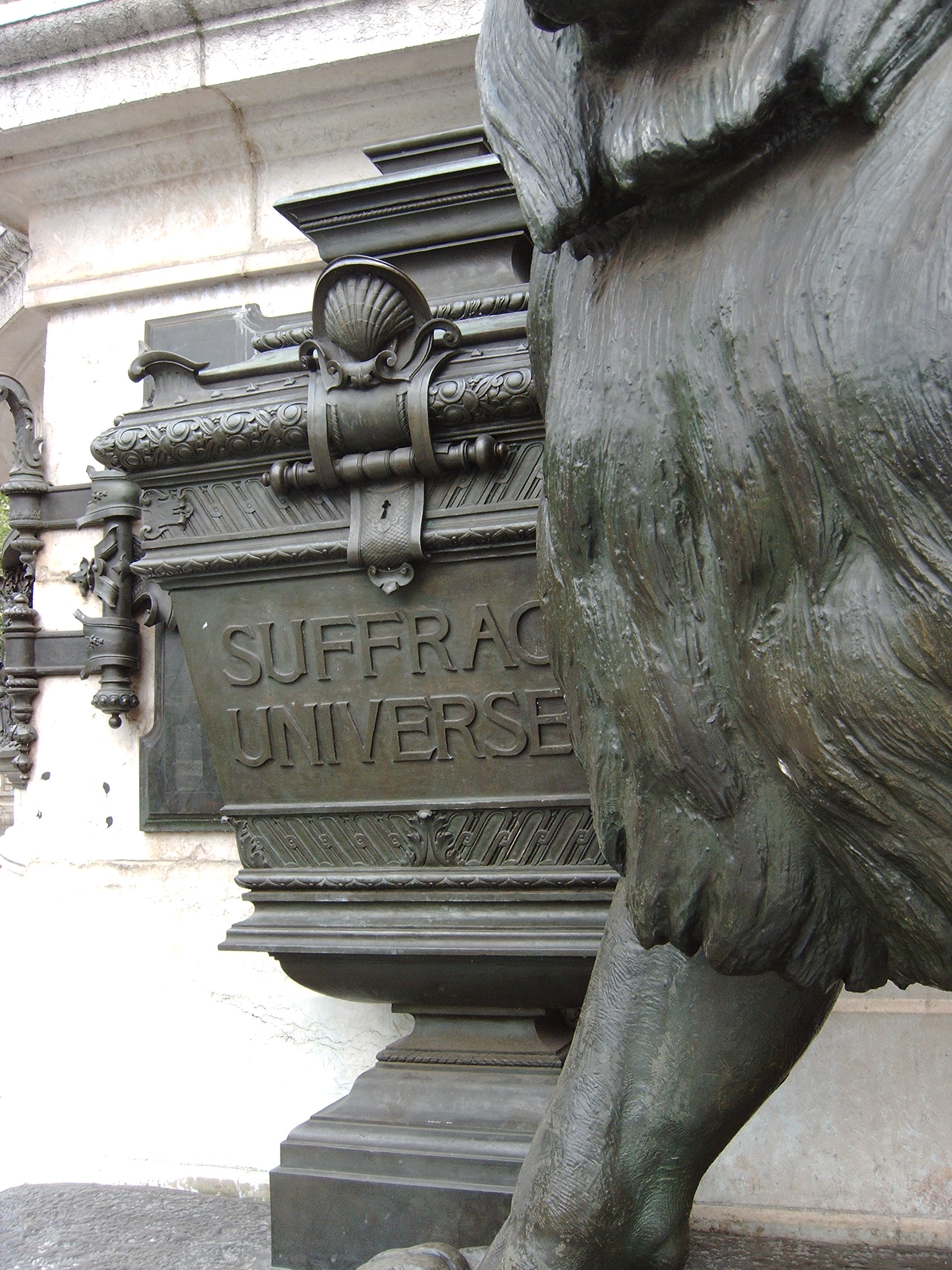
Le suffrage universel représenté par une urne gardée par un lion dans le Monument à la République inauguré à Paris en 1883. Bronze de Léopold Morice.

Le suffrage universel est le mode de scrutin adopté par les démocraties modernes, d'abord en tant que suffrage universel masculin puis en tant que véritable suffrage universel, étendu au droit de vote des femmes. Institué en France pendant la Révolution française, avec le décret du 11 août 1792, il fut supprimé par le Directoire avant d'être rétabli, presque par surprise, lors de la Révolution de 1848 . En vigueur lors du Second Empire, bien que fortement limité en raison des conditions pesant sur la procédure, avec notamment la nomination des candidats par l'État — ce qui l'apparentait à ce qui se passe dans les régimes du XXe siècle à parti unique mais instituant le suffrage universel —, il fut réinstitué lors de la Troisième République et depuis accepté en tant que fondement de la démocratie. Bien qu'admis dès 1848, le principe du vote secret n'est réellement mis en place qu'avec l'institution de l'isoloir en 1913, tandis qu'il faut attendre 1944 pour que les femmes obtiennent le droit de vote (première application en 1945). Dans de nombreux autres pays, à l'exception de la Suisse, l'écart entre le suffrage universel masculin, souvent adopté plus tardivement qu'en France (1870 pour l'Allemagne) et le suffrage universel proprement dit (incluant donc, les femmes), est bien moindre.
L'histoire du suffrage universel ne concerne pas uniquement l'élection des représentants politiques, puisqu'elle croise aussi celle de l'institution des jurys populaires, ou l'élection des magistrats et autres responsables politiques (c'était le cas dans la France révolutionnaire, et ça l'est toujours aux États-Unis).
Par ailleurs, outre la proclamation du principe lui-même du suffrage universel, les conditions de son application concrète et l'extension du droit de vote à certaines catégories de la population qui pouvaient en être exclues (les femmes, mais aussi les personnes condamnées pour certaines peines, les « malades mentaux » ou encore les enfants, mais aussi les domestiques ou les vagabonds) font partie de son histoire. On pouvait en effet affirmer le principe du suffrage universel, tout en restreignant par certaines lois électorales sa portée. Des conditions de domicile ou d'alphabétisation (notamment lorsqu'il fallait soi-même écrire le nom des candidats sur les bulletins) ont ainsi été imposées. En France, il faut attendre par exemple la loi pour l'égalité des droits et des chances, la participation et la citoyenneté des personnes handicapées pour que des personnes mises sous tutelle puissent voter, après autorisation d'un juge, la loi du 5 mars 2007 sur la réforme de la protection des majeurs faisant du droit de vote des majeurs sous tutelle la norme.

### Extensions du droit de vote vers le suffrage universel
Le suffrage universel se définit par opposition à d'autres types de suffrages restreints qui limitent le droit de vote à une partie de la population en raison de la fortune, de l'éducation, du sexe, de l'âge, de la religion, de la race, de la nationalité, des condamnations pénales, basé sur l'égalité devant la loi.

#### Les limitations à l'exercice du suffrage universel en France
Expression de la volonté populaire d'une nation, le suffrage universel est réputé n'avoir de sens que s'il est réservé aux citoyens de cette nation. La loi fixe les conditions censées garantir la représentativité du suffrage :
L'inscription sur les listes électoralesÊtre présent le jour du vote n’est pas une condition suffisante pour pouvoir voter. L’inscription sur les listes électorales rendue obligatoire par la loi du 10 novembre 1997 (inscription d'office des personnes de nationalité française lorsqu'elles atteignent l'âge de 18 ans) est la condition de l'exercice de ce droit. La souveraineté populaire est la possibilité de décision du peuple en dernier ressort. Le suffrage est universel car il se déroule sans avoir recours à ses représentants élus (souveraineté nationale) ni aux partis politiques. Le citoyen vote individuellement et à bulletin secret. Un électeur ne peut être inscrit que sur une seule liste électorale, dans la commune où se trouve son domicile réel.
La nationalitéExpression fondatrice de la citoyenneté et de la souveraineté populaire, le suffrage est réservé aux citoyens. Chaque citoyen est réputé posséder une fraction de la souveraineté nationale ; les étrangers ne peuvent pas voter (bien que ce point soit sujet à débat actuellement pour certains groupes politiques, concernant les étrangers résidant en France depuis longtemps et concernant les élections dites « locales »). Il existe également certains cas particuliers ; en pratique, un Français déchu de sa nationalité entre le jour d'émission de la carte électorale, et le jour du vote peut voter, alors qu'il n'est plus français.
L'âgePour pouvoir voter, il faut avoir atteint la majorité électorale (civile et politique). L'âge requis, autrefois fixé à 21 ans, a été abaissé à 18 ans en 1974.
L'aptitude moraleCertains condamnés n'ont pas le droit de vote. Ne pas jouir de ses droits civiques, civils et de famille signifie être « indigne de la qualité d'électeur » ; certains condamnés sont ainsi jugés « moralement indignes ».
Majeurs en tutelleLes citoyens qui ne jouissent pas de toutes leurs facultés mentales sont « incapables de discernement politique » (excepté s'il y a l'autorisation du chef de tutelle).
Le secret du voteJusqu'à l’entrée en vigueur de la loi du 22 juillet 1913, le secret du vote n'était pas protégé. L’utilisation d’enveloppes est depuis obligatoire dans la totalité des bureaux de vote, afin de protéger « l'indépendance du vote ».

### Suffrage universel direct et indirect
Le suffrage universel peut s'exprimer de deux manières :
- suffrage direct lorsque le corps électoral désigne directement son ou ses représentants (par exemple le président de la République française ou l'Assemblée nationale française),
- suffrage indirect lorsque le corps électoral élit un collège restreint de « grands électeurs », qui à son tour désigne le ou les représentants du peuple. Par exemple, le président des États-Unis ou les membres du Sénat français sont désignés par un mode de scrutin indirect.
- indirect : Mode d’élection où vos représentants choisissent d’autres représentants.
- direct : Mode d’élection où l’on choisit directement ses représentants.

## Les premières assemblées modernes élues au suffrage universel

### États-Unis
Chaque État fédéré des États-Unis dispose de sa propre constitution et de sa propre législation en matière de droit de vote. Toutefois, un certain nombre de règles ont été imposées aux États par le Congrès fédéral. À l'indépendance, le suffrage était limité aux hommes blancs propriétaires, et souvent aux protestants. Le premier État à abolir la condition de propriété fut le New Hampshire en 1792, le dernier fut la Caroline du Nord en 1856. Les dernières restrictions d'accès au droit de vote des Afro-Américains et des autres minorités n'ont été abolies que par le Voting Rights Act en 1965. La première entité à accorder le droit de vote aux femmes aux États-Unis fut le Territoire du Wyoming en 1869 ; ce droit fut étendu en 1920 à toutes les élections par le XIXe amendement. Le droit de vote fut abaissé à 18 ans en 1971 par le XXVIe amendement.

### France
Sous l'ancien régime, le suffrage pour les assemblées locales et pour les Etats généraux concernaient les chefs de famille imposés, le suffrage était donc censitaire mais incluait un corps électoral plus élargi qu'après la révolution de 1789, certaines femmes ont eu le droit de voter si elles étaient veuves ou célibataires notamment.
La Constitution de 1793 — qui ne sera pas appliquée en raison de la guerre et sera abrogée lors de la réaction thermidorienne — prévoit pour la première fois le suffrage universel et une démocratie semi-directe.
Le suffrage universel est pleinement établi en 1799 sous le consulat et sera conservé par le régime impérial.
De 1815 à 1848, sous la monarchie, le peuple est totalement exclu du suffrage par le rétablissement du suffrage censitaire. Malgré l'abaissement des critères de cens, le nombre d'électeurs passe seulement de 100 000 en 1817 à 246 000 en 1846. Sous la monarchie de Juillet, le ministre royaliste et libéral Guizot s'oppose au suffrage universel qu'il considère comme un principe absurde.
En 1848, pour contourner l'interdiction de réunion et d'association instaurée par la monarchie, les partisans du suffrage universel, auquel s'oppose le roi, organisent des banquets qui se transforment en discours politiques. La répression de ces rassemblements, qui fait plusieurs morts, conduit à la révolution de 1848. Le suffrage universel (réservé aux hommes), sera rétabli par la Deuxième République en 1848, sous l'impulsion d'un gouvernement provisoire composé de républicains libéraux et de socialistes. De nombreuses personnalités s'y opposent néanmoins, notamment Alexis de Tocqueville. Dès 1850, le suffrage universel est suspendu avec l'exclusion des populations jugées « dangereuses » du droit de vote.
Sous la Troisième République, le Sénat dominé par le Parti radical ne cessera de repousser le vote des femmes malgré les divers votes et propositions de l'Assemblée nationale, notamment une proposition du républicain Ferdinand Buisson, ainsi que le vote à l'unanimité des députés sous le Front populaire qui ne sera pas retranscrit à l'ordre du jour au Sénat. Les femmes obtiennent le droit de vote en 1944 à la suite d'une ordonnance du 21 avril 1944 portant sur l'organisation des pouvoirs publics prise par le général De Gaulle. Le premier scrutin auquel prennent part les femmes en France depuis la révolution de 1789 sont les élections municipales d'avril et mai 1945.

#### Chronologie
Le suffrage universel est prévu, en France, dans les constitutions suivantes :
- Constitution de la Convention (1793-1795) : cette constitution n'est jamais appliquée mais prévoit l'application du suffrage universel masculin aux élections législatives et mettait en place l'usage du référendum.
- Constitution du Consulat et du Premier Empire (1799-1815) : la constitution consulaire du 22 frimaire an VIII permettait le recours au plébiscite (référendum), dont Napoléon Bonaparte usa à plusieurs reprises, pour modifier la constitution et établir le régime impérial.
- Constitution de la Deuxième République (1848-1852) : élection du président de la République au suffrage universel masculin. Le suffrage « universel » est établi par la Deuxième République en 1848, mais il exclut toutefois les femmes, le clergé et les Algériens. Le corps électoral, jusque-là restreint par le suffrage censitaire, passe néanmoins de 246 000 à plus de 9 millions[16]. Les militaires votent également, qu'ils soient en congé ou en activité[17].
- Constitution du Second Empire (1852-1870) : permettait le recours au référendum, grâce à Napoléon III, dans la tradition du Premier Empire (Napoléon I) ; en outre, s'agissant du Corps législatif, l'article 36 de la Constitution de 1852 disposait que « les députés sont élus par le suffrage universel ».
- Constitution de la Troisième République (1875-1940) : élections de l'Assemblée nationale, et, pour l'essentiel, du Sénat, au suffrage masculin.
- Constitution de la Quatrième République (1946-1958) : élection du Parlement au suffrage universel masculin et féminin.
- Constitution de la Cinquième République (depuis 1958) : élection du président de la République (à la suite du référendum de 1962) et du Parlement au suffrage universel et possibilité d'avoir recours au référendum.

### Royaume-Uni
Au Royaume-Uni, John Cartwright fut le premier à en réclamer l'adoption, dans son pamphlet Take your Choice (1776). La classe dirigeante britannique rejette cependant avec une certaine véhémence l'idée de démocratie, qualifiée par le philosophe conservateur Edmund Burke de « dictature de la populace » et de « multitude porcine ». L'historien whig Thomas Babington Macaulay voit pour sa part le suffrage universel comme étant « absolument incompatible avec la survie de la civilisation. »
Le 16 août 1819, un rassemblement ouvrier réunit à Manchester près de soixante mille personnes pour réclamer l'établissement du suffrage universel. Sur ordre des magistrats, la marche est réprimée par la milice montée (la Yeomanry), avec l’aide de l’armée régulière. Au cours de la charge, 16 à 18 personnes sont tuées et plus de 650 blessées, dont environ un quart sont des femmes. Le « massacre de Peterloo » est depuis lors considéré comme l'un des évènements fondateurs de l'histoire ouvrière britannique.
Le Reform Bill de 1832 fit passer le droit de vote de 200 000 à un million d'hommes (environ le cinquième de la population masculine). Une grande agitation populaire entraine l'adoption du Reform Act de 1867 qui augmente le nombre d'électeurs mais continue de priver du droit de vote la moitié de la population masculine. D'autre part, « aucun des dirigeants, qu'ils fussent libéraux ou conservateurs, n'attendaient de cet édit qu'il établisse une constitution démocratique. » Il faut attendre 1918 pour que le droit de vote soit étendu à tous les hommes de plus de 21 ans et aux femmes de plus de 30 ans.

### Belgique
C'est immédiatement après la première guerre que le Suffrage universel masculin fut introduit par la volonté manifeste du roi Albert Ier et la pression sociale. Cette démarche soudaine est appelée par les conservateurs le coup de Loppem. En effet, les élections législatives pour mettre en place l'assemblée constituante auraient dû être menées selon le principe du vote plural alors en vigueur, mais il n'en fut rien.

### Italie
En 1948, l'Assemblée constituante, tout en exprimant, avec l'approbation de l'ordre du jour d'Antonio Giolitti, le support de la représentation proportionnelle dans l'élection des membres de la Chambre des députés, ne vise pas à rigidifier cette question en termes législatifs, la constitutionnalisation de choix proportionnaliste ou de placer formellement pour les systèmes électoraux, dont la configuration est laissée à la loi ordinaire.
La Cour constitutionnelle, avec arrêt no 1 de 2014, a résumé les principes qui régissent le droit électoral italien : « Il est [...] un modèle de système électoral imposé par la Constitution, car elle laisse à la discrétion du législateur de choisir le système qu'il juge le plus approprié et efficace compte tenu du contexte historique [...] Les dispositions attaquées visent à faciliter la formation d'une majorité parlementaire appropriée, afin d'assurer la stabilité du gouvernement du pays et à accélérer le processus de prise de décision, ce qui constitue sans autre objectif constitutionnellement légitime [...] une altération du système démocratique établi par la Constitution, basé sur le principe fondamental de l'égalité du vote (art. 48, deuxième alinéa, de la Constitution.). Il ne lie pas en fait le législateur au choix d'un système particulier, cependant il exige que chaque vote puisse potentiellement contribuer aussi efficacement à la formation des organes élus (décision n°43 de 1961) et prend des nuances différentes selon le système électoral choisi. Dans les systèmes constitutionnels cohérents avec l'italien, dans lequel il est également envisagé que le principe et ne sont pas constitutionnalisés la formule électorale, la Cour constitutionnelle a expressément reconnu, pendant un certain temps, que si le législateur adopte le système proportionnel, même partiellement, il suscite une attente légitime qui se traduira par un déséquilibre sur les effets du vote, et qui est une évaluation inégale de la « charge » du vote « résultante » pour la répartition des sièges, il est nécessaire d'éviter des dommages pour la fonctionnalité de l'organe parlementaire ».